# Darłowo (Landgemeinde)
Die Gmina wiejska Darłowo ist eine Landgemeinde in der polnischen Woiwodschaft Westpommern, Powiat Sławieński. Sitz der Landgemeinde ist die Stadt Darłowo [darˈwɔvɔ] (deutsch Rügenwalde), die der Gemeinde selbst nicht angehört.
Die Landgemeinde hat eine Fläche von 269,45 km² und eine Einwohnerzahl von 7965 (Stand 31. Dezember 2020).

## Geographie

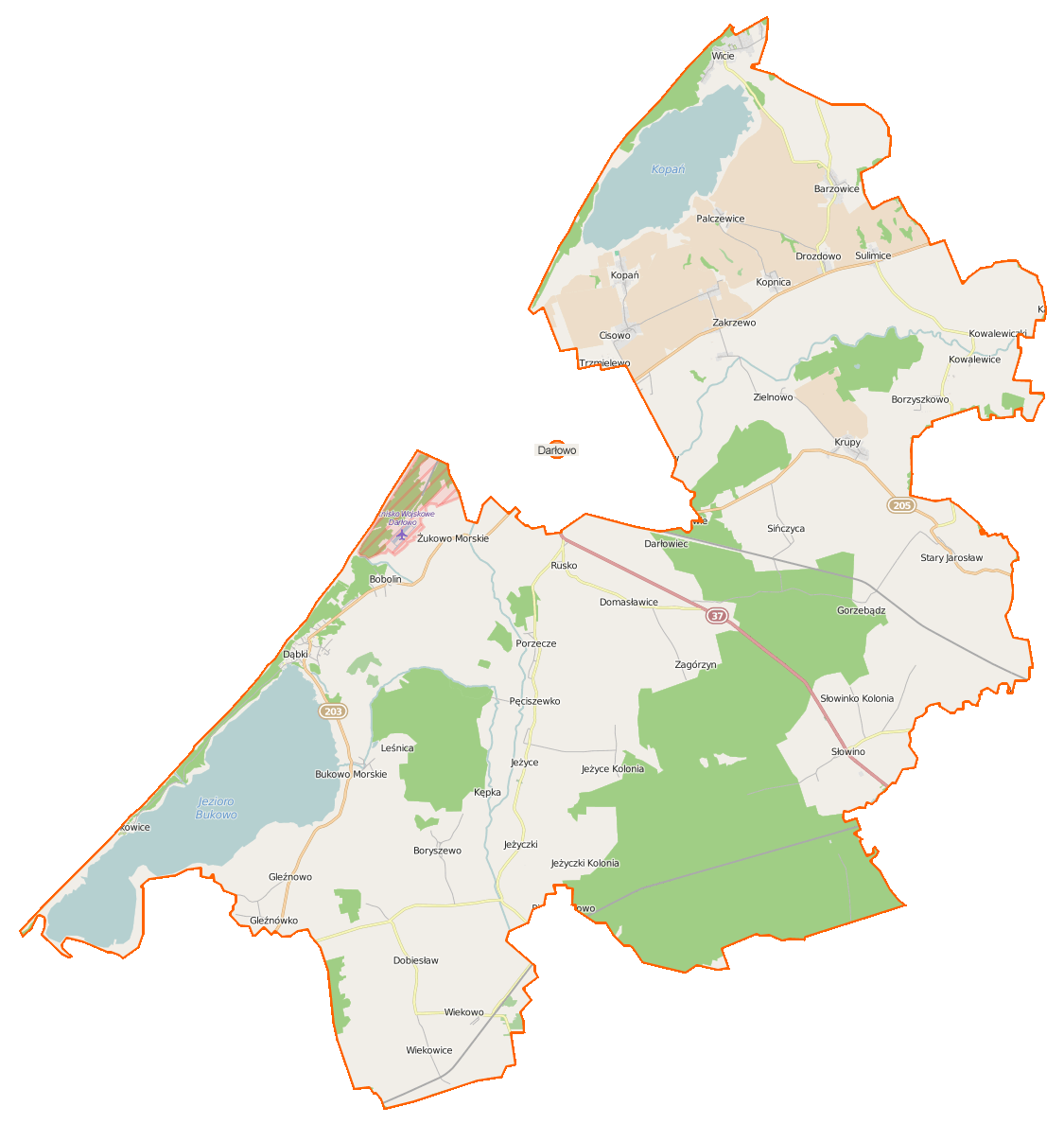
Karte der Landgemeinde

Die Gemeinde grenzt im Nordwesten an die Ostsee. Sie umschließt das Stadtgebiet von Darłowo im Westen, Süden und Osten.

## Gemeindegliederung
Zur Gmina Darłowo gehören folgende Ortschaften:
| - Barzowice (Barzwitz) - Bobolin (Böbbelin) - Boryszewo (Büssow) - Bukowo Morskie (See Buckow) - Cisowo (Zizow) - Dąbki (Neuwasser) - Dąbkowice (Damkerort) - Dobiesław (Abtshagen) - Domasławice (Damshagen) - Drozdowo (Drosedow) - Gleźnowo (Steinort) - Jeżyce (Altenhagen) - Jeżyczki (Abtei Neuenhagen) - Kopań (Kopahn) - Kopnica (Köpnitz) - Kowalewice (Alt Kugelwitz) - Kowalewiczki (Neu Kugelwitz) | - Krupy (Grupenhagen) - Nowy Jarosław (Neu Järshagen) - Palczewice (Palzwitz) - Pęciszewko (Petershagen) - Porzecze (Preetz) - Rusko (Rußhagen) - Sińczyca (Schöningswalde) - Stary Jarosław (Alt Järshagen) - Sulimice (Zillmitz) - Słowino (Schlawin) - Wicie (Vitte) - Wiekowice (Wieck) - Wiekowo (Alt Wieck) - Zakrzewo (Sackshöhe) - Zielnowo (Sellen) - Żukowo Morskie (See Suckow) |